# Dicranomyia (Dicranomyia) aegrotans
Dicranomyia (Dicranomyia) aegrotans is een tweevleugelige uit de familie steltmuggen (Limoniidae). De soort komt voor in het Australaziatisch gebied.